# Vanthofit
Vanthofit je natrijem magnezijev sulfatni mineral s formulo Na6Mg(SO4)4. Nastal je z izparevanjem oceanske vode. 

## Zgodovina
Mineral so prvič odkrili leta 1902 na njegovi tipski lokaciji Wilhelmshall,  Saška - Anhalt, Nemčija.  Ime je dobil po nizozemskem fizikalnem kemiku Jacobusu Hendricusu van't Hoffu (1852-1911).

## Kemijske Lastnosti
Mineral je topen v vodi in ima rahlo grenak okus. O njegovih vplivih na zdravje ni nobenih podatkov, vendar je treba z njim kljub temu ravnati previdno.

## Nahajališča
Nahajališča vanthofita so okolica Salzburga, Tirolska in Gornja Avstrija (Avstrija), provinca Šandong in Avtonomna pokrajina Šindžjang-Ujgur (Xīnjiāng Wéiwú'ěrzú Zìzhìqū, 新疆维吾尔自治区) (Kitajska), Hessen in Saška - Anhalt (Nemčija), otočje Vestmannaeyjar (Islandija), provinca Atirau (Kazahstan) ter Kalifornija in Nova Mehika (Združene države Amerike).

## Spremljajoči minerali
Spremljajoča minerala na tipski lokaciji sta langbejnit (K2Mg2(SO4)3 in halit (NaCl).